# GeoCities
GeoCities fue un servicio gratuito de alojamiento web fundado por David Bohnett y John Rezner en 1994 como «Beverly Hills» (BHI) Internet.
En su diseño original, los usuarios seleccionaban un «barrio» en el que alojarían su página web. Estos se nombraban como ciudades o regiones de acuerdo con su contenido —por ejemplo, sitios relacionados con los ordenadores se situaron en «SiliconValley» y todo lo relacionado con el entretenimiento se asignaba a «Hollywood»— luego el nombre del sitio o un barrio/calle y un número de casa. Posteriormente ese esquema se abandonó en favor de otro con el nombre del usuario como subdominio, aunque hasta antes de su cierre, varias páginas continuaron usando el sistema original.
En abril de 2009 se anunció que GeoCities desaparecería de por vida, por lo cual dejaron de aceptar nuevas inscripciones, para finalmente el día 26 de octubre de 2009 formatear todos sus servidores, con lo que ya no fue posible recuperar nada de lo que había quedado alojado en dichos servidores. Después de 10 años, la versión japonesa de GeoCities que continuaba activa, cerró el día 31 de marzo de 2019; para ya extinguir por siempre a dicha marca.

## Historia
La compañía «Beverly Hills» (BHI) de alojamiento web y desarrollo web comenzó con un directorio web propio, el cual estaba organizado temáticamente en seis «barrios». Estos se nombraban como ciudades o regiones de acuerdo con su contenido — por ejemplo, sitios relacionados con los ordenadores se sitúan en «SiliconValley» y todo lo relacionado con el entretenimiento se asigna a «Hollywood». Cámaras Web que transmitían en directo se situaron en varios lugares reales para remarcar el concepto geográfico. 
A mediados de 1995, la compañía decide ofrecer a los usuarios de su sitio web, conocidos como «Homesteaders», la posibilidad de desarrollar páginas web propias en los barrios de la compañía, asignando una calle y un número de casa. Actualmente, ese esquema se ha abandonado en favor de un esquema con el nombre del usuario como subdominio. Así entonces, chats, boletines de noticias y otros elementos de comunidad virtual se añaden rápidamente, ayudando al rápido crecimiento del sitio web. En diciembre del mismo año, Geocities ya cuenta con catorce barrios, añade docenas de nuevos Homesteaders al día y llega a servir a seis millones de páginas al mes. Dado el éxito logrado, la compañía decide enfocarse en aumentar la cantidad de usuarios y expandir la comunidad virtual. El día 15 del mismo mes pasa a conocerse como GeoCities. 
Con el tiempo varias compañías, incluyendo Yahoo!, comienzan a participar ampliamente en Geocities e invierten en ella. El sitio continúa creciendo con la introducción de servicios de pago avanzados. En mayo de 1997, la compañía introduce publicidad en sus páginas. Pese a la negativa reacción de los usuarios, la compañía sigue creciendo. Al llegar a junio de 1997, GeoCities es el cuarto sitio web más visitado en internet; muchos software de creación de páginas web, como Microsoft FrontPage y similares se actualizan con la capacidad de subir contenido directamente en Geocities. En octubre del mismo año la compañía alcanza un millón de colonos (Homesteaders en inglés).
En junio de 1998, en un esfuerzo para incrementar su presencia marcaría, GeoCities introduce una marca de agua en las páginas de los usuarios, como los logotipos de una cadena de televisión. Consiste en una publicidad con formato GIF, transparente y flotante. Usa Javascript para permanecer en la esquina superior derecha de la pantalla del navegador. Muchos usuarios consideran que la marca de agua interfiere con el diseño de su página web y comienzan a mover sus páginas a otros servidores. La marca de agua también produce problemas de seguridad con el navegador y choca con el markup de varias páginas. GeoCities dice en una rueda de prensa que la compañía ha recibido felicitaciones por la marca de agua.
En junio de 1998 la compañía es admitidas a negociación en NASDAQ, listada con el código «GCTY». El precio de la Oferta Pública de Venta es de $17 USD, subiendo rápidamente a más de $100 USD. Sin embargo, en enero del año 1999, es comprada por Yahoo! por $4.000.000.000 USD, tomando Yahoo! el control el 28 de mayo.
La compra por Yahoo! de GeoCities fue extremadamente impopular y los usuarios comienzan a abandonarlo en masa en protesta por el nuevo contrato impuesto por Yahoo! a GeoCities. Los términos del contrato indicaban que la compañía sería la propietaria de todos los derechos del contenido, incluyendo imágenes y sonidos. Rápidamente Yahoo! se retracta de su decisión.
Yahoo! decide eliminar barrios y calles de las URLs. Se reemplazan por del tipo http://www.geocities.com/nombredelusuario. Las URL de este no admiten páginas web creados en programas de escritorio como Microsoft Frontpage o similares, sino para crear las páginas se harían con plantillas proporcionadas en el llamado PageBuilder. Tras una querella presentada contra AOL por su grupo de Líderes de comunidad, GeoCities elimina su programa (Community Leaders).
En 2001, tras especulaciones de los analistas sobre que GeoCities ya no es rentable (ha declarado $8 millones de pérdidas en el cuatrimestre final de 1998), Yahoo! introduce un servicio for-free premium hosting en GeoCities.
En abril de 2009 se anunció que GeoCities desaparecería definitivamente, por lo cual dejaron de aceptar nuevas inscripciones. Finalmente, el 26 de octubre de 2009 todos sus servidores fueron formateados por lo cual ya no es posible recuperar nada de lo que había estado alojado en dichos servidores.

## Barrios de GeoCities
De acuerdo con el archivo de febrero de 1999 del site , los cuarenta y un barrios son (en orden alfabético):
- Area51: ciencia ficción y fantasía.
- Athens: educación, literatura, poesía y filosofía.
- Augusta: golf.
- Baja: viajes de aventura.
- BourbonStreet: jazz, cocina Cajún y en general cultura de los estados del sur de Estados Unidos.
- Broadway: teatro, musicales, negocios del espectáculo.
- CapeCanaveral: ciencia, matemáticas y aviación.
- CapitolHill: Gobierno, política y opiniones de peso.
- CollegePark: vida universitaria, de académicos a extracurriculares.
- Colosseum: deportes y entretenimiento.
- EnchantedForest: un barrio por y para los niños.
- Eureka: pequeño negocio y negocios caseros.
- FashionAvenue: diseño, belleza y moda.
- Heartland: familia y valores familiares.
- Hollywood: cine y televisión.
- HotSprings: salud.
- MadisonAvenue: anuncios.
- MotorCity: automóviles, camiones y motocicletas.
- NapaValley: comida, vinos, cenar fuera y vida de gourmet.
- Nashville: música Country.
- París: romance, poesía, y artes en general.
- Pentagon: temas militares y fuerzas armadas.
- Petsburgh: mascotas y la gente que las ama.
- PicketFence: reformas del hogar e inmobiliarias.
- Pipeline: deporte extremo.
- RainForest: medio ambiente y ecología.
- ResearchTriangle: tecnología.
- RodeoDrive: compras y vida exclusiva de la Jet-Set.
- SiliconValley: hardware, software y programación.
- SoHo: arte, poesía, prosa y espíritu bohemio.
- SouthBeach: tiempo libre, chatting, y amistad en general.
- SunsetStrip: rock, grunge, punk y escena musical.
- TelevisionCity: televisión, sitcoms y talk shows.
- TheTropics: vacaciones y viajes de placer.
- TimesSquare: videojuegos.
- Tokyo: anime y lo asiático.
- Vienna: música clásica, ópera y ballet.
- WallStreet: inversiones personales, finanzas y economía.
- Wellesley: comunidad para mujeres.
- WestHollywood: gais, lesbianas, bisexuales y transexuales.
- Yosemite: deporte de aventura.